# Colli di Scandiano e di Canossa Sauvignon
Le Colli di Scandiano e di Canossa Sauvignon est un vin blanc de la région Émilie-Romagne doté d'une appellation DOC depuis le 20 septembre 1996. Seuls ont droit à la DOC les vins récoltés à l'intérieur de l'aire de production définie par le décret. 

## Aire de production
Les vignobles autorisés se situent en province de Reggio d'Émilie dans les communes de Albinea, Quattro Castella, Bibbiano, Montecchio, San Polo d'Enza, Canossa, Vezzano sul Crostolo, Viano, Scandiano, Castellarano et Casalgrande ainsi qu'en partie sur le territoire des communes Reggio d'Émilie, Casina, Sant'Ilario d'Enza et Cavriago.
Voir aussi l’article  Colli di Scandiano e di Canossa Sauvignon frizzante.

## Caractéristiques organoleptiques
- couleur : jaune paille plus ou moins clair
- odeur : délicat, aromatique
- saveur : sec,  harmonique, frais, plein, caractéristique

Le Colli di Scandiano e di Canossa Sauvignon se déguste à une température de 10 à 12 °C et il se gardera 1 – 2 ans.

## Production
Province, saison, volume en hectolitres :
- Reggio  Emilia  (1996/97)  474,62